# 罗瑟瑙
罗瑟瑙（德語：Rosenau）是德国勃兰登堡州的一个市镇，隶属于波茨坦-米特尔马克县。总面积为49.75平方千米，截至2020年总人口为878人。